# Bauhinia pauletia
Bauhinia pauletia är en ärtväxtart som beskrevs av Christiaan Hendrik Persoon. Bauhinia pauletia ingår i släktet Bauhinia och familjen ärtväxter. Inga underarter finns listade i Catalogue of Life.